# Onze-Lieve-Vrouw-ter-Noodkapel (Kastel)

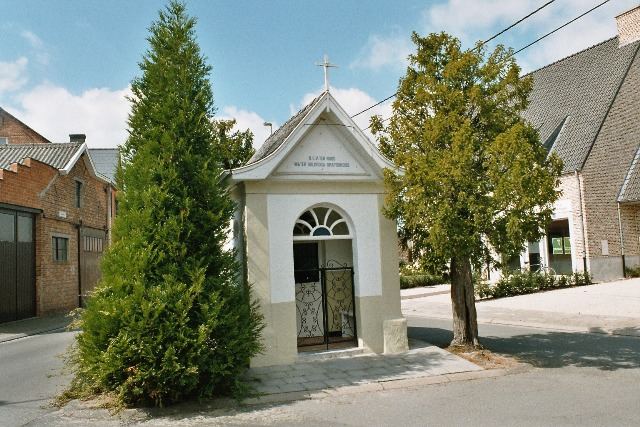
Onze-Lieve-Vrouw ter Noodkapel

De Onze-Lieve-Vrouw ter Noodkapel is een kapel in de tot de Oost-Vlaamse gemeente Hamme behorende plaats Kastel, gelegen aan de Tramstraat.
De kapel werd voor het eerst vermeld in de tweede helft van de 18e eeuw. In 1941 werd de kapel hersteld.
Het betreft een bakstenen wegkapel op rechthoekige plattegrond met driezijdig afgesloten koor. Op de gevel staat de tekst: O.L.V. Ter Nood Mater Dolorosa ora pro nobis.